# Mechanics of Dysfunction
 (août 2014).

Mechanics of Dysfunction est le premier album du groupe de deathcore Beneath the Massacre. Il comprend 10 morceaux et l'album est d'une durée de 30 minutes.

## Liste des morceaux
1. The Surface
2. Society's Disposable Son
3. The System's Failure
4. The Stench Of Misery
5. Untitled
6. Modern Age Slavery
7. The Invisible Hand
8. Better Off Dead
9. Long Forgotten
10. Sleepless